# Вылчаново
Вылчаново (болг. Вълчаново) — село в Болгарии. Находится в Бургасской области, входит в общину Средец. Население составляет 119 человек (2022).

## Политическая ситуация
Вылчаново подчиняется непосредственно общине и не имеет своего кмета.
Кмет (мэр) общины Средец — Тодор Пройков Станчев (Болгарская социалистическая партия (БСП)) по результатам выборов.